# 科克雷尔工程学院
科克雷尔工程学院是德克萨斯大学奥斯汀分校的一个工程学院，有7800余名学生就读于该学院的9个本科专业和13个研究生专业。该学院在Academic Ranking of World Universities 排名中评为全球排名第四的学院，在U.S. News & World Report则被评为全美第八。该学院全部的专业都在全国排名20以内 。该学院每年的研究经费超过1.5亿美元，且National Academy of Engineering显示称，该学院有第四多的员工。
2007年7月11日，德克萨斯大学奥斯汀以1936年研究生欧内斯特·科克雷尔二世命名，其家庭在过去30年帮助学校设立了一个1.40亿美元的学院捐赠基金。

## 本科部门

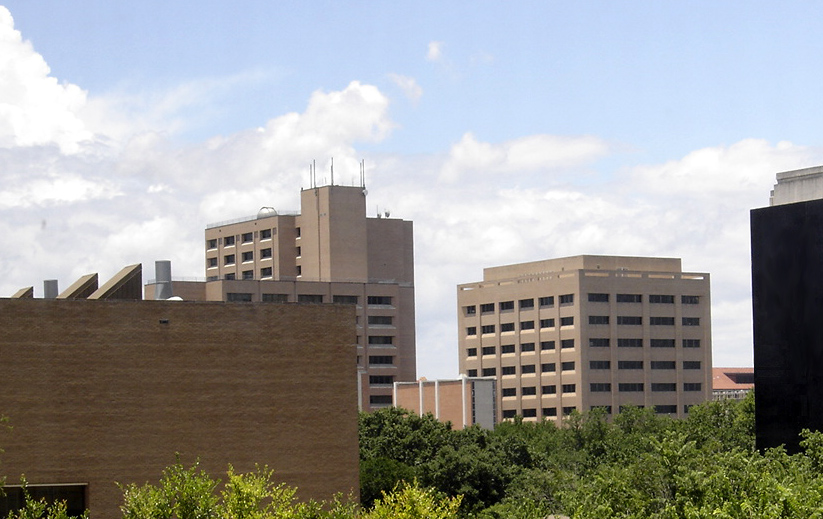
从校园东部眺望罗伯特·李·摩尔厅、工程科学大厦和Ernest Cockrell Jr.厅。

除非另有说明，括号中的排名取自2010年版“美国新闻与世界报道”。
总排名: 第10名*
- 航天工程 (第7)*
- 建筑工程 (第1)
- 生物医学工程 (第19)
- 化学工程 (第4)*
- 土木工程 (第12)*
- 电脑工程 (第8)*
- 电气/电子工程 (第8)*
- 环境工程 (第6)
- 机械工程 (第8)*
- 石油/地球物理工程 (第1)

* 摘自2012年版的美国新闻与世界报道

## 研究生院系
总排名: 第8
- 石油工程 (第1)
- 土木工程 (第3)
- 环境工程 (第4)
- 建筑工程 (第2)
- 化学工程 (第7)
- 航空航天/航空工程 (第10)
- 电脑工程 (第5)[9]
- 电气/电子工程 (第9)
- 机械工程 (第11)
- 生物医学工程 (第17)

## 传统

### 拉姆斯霍恩 (The Ramshorn)
Ramshorn是工程学院最有代表性的符号之一。它的起源可以追溯到一个多世纪前，T.U.泰勒时任第一位工程系教师和学院的第一位院长时，他在学生作业上所画的标记。一个标记保留完美的文件，泰勒听到一个学生的说法，他在1905年收到了一个“拉姆斯霍恩”，从该符号采取了其目前的解释和意义。对于目前的工程学生来说，这是对所有UT Austin工程师过去和现在的高质量标准的提醒。

### 亚历山大·弗雷德里克·克莱尔
Alec是工程学院已知的最知名的传统之一。近100年来，亚历克有他的冒险经历;然而，他开始作为学院的守护神是一群聪明的，淘气的大二学生工程师在1908年的努力的副产品。
Joe H. Gill和他的工程朋友仔细考虑了如何度过愚人节。在一次不成功的尝试后，包括绑狗周围的狗的尾巴和释放他们扰乱班，这组学生看到一个木制雕像约五英尺高，同时获得茶点，他们要求借。第二天，吉尔把雕像当作他们的守护神，追溯他们的祖先，回到古代时代。演示成功地打破了课堂，导致他的洗礼如亚历山大·弗雷德里克克莱尔，UT工程师的守护神，一年后。亚历克多年来一直是法律和工程学生之间友好对抗的中心，并受到许多逃避，如绑架和截肢。今天，原来的木制雕像留下的是安全地保存在工程图书馆。
每年，校园内的工程小组都会创造新的Alec，然后由学生投票。获胜消息会在4月1日在Alec的生日聚会上宣布。

## 著名教师
- John B. Goodenough, responsible for research leading to creation of lithium-ion battery
- Hans Mark, former Secretary of the Air Force and Deputy Administrator of NASA
- Yale Patt, inventor of the WOS module, the first complex logic gate implemented on a single piece of silicon
- Alan Bovik, Primetime Emmy award-winning video engineer whose video quality tools are used throughout the global Television industry
- Ilya Prigogine, recipient of 1977 Nobel Prize in Chemistry for his contributions to non-equilibrium thermodynamics
- Robert Metcalfe. co-inventor of the Ethernet.[10]

## 研究中心
Cockrell工程学院有正式的有组织的研究单位，协调和促进教师和学生研究。这些单位为指定领域的教师提供和维持专门的研究设施。
- 高级制造中心
- 航空力学研究中心
- 能源和环境资源中心
- 能源安全中心
- 软件工程高级研究
- 固体、结构和材料力学中心
- 石油和地球系统工程中心
- 水资源研究中心
- 空间研究中心
- UT Austin交通研究中心
- 计算机工程研究中心
- 建筑业研究所
- 结构工程实验室
- 岩土工程中心
- 微电子研究中心
- 海洋技术研究中心
- 德克萨斯材料研究所
- 无线网络通信集团

## 学生组织
Cockrell工程学院在工程学生生活办公室的监督下拥有超过80个学生组织。这些组织提供各种各样的学生团体，提供学术，专业发展，服务和社会机会。大多数是国家和国际专业工程组织的学生章节。其中包括：
- 学生工程理事会 (SEC) （页面存档备份，存于） 是所有工程学生组织的伞式组织，有30多个工程组织附属。 SEC负责作为学校所有工程学生的官方声音，并举办有利于工程学生的活动，包括秋季工程博览会，这是美国第二大学生运动职业展览会。
- Omega Chi Epsilon (OXE) 是化学工程荣誉学会。每学期邀请候选人参加服务活动，社交活动和教职员工的承诺。 OXE的会议设有高级行业合作伙伴，并向所有工程学生开放。
- 美国化学工程师学会 (AICHE) 是大学化学工程系的专业学生的组织。
- 美国土木工程师协会 (ASCE) 是大学土木工程系的专业学生组织。
- 美国机械工程师协会 (ASME) 是大学机械工程系的专业学生组织。
- 电气和电子工程师协会 (IEEE) 是大学电气工程系的专业学生组织。
- 石油工程师学会（SPE）是大学石油工程系的主要专业学生组织。
- 西班牙专业工程师协会（SHPE）和国家黑人工程师协会（NSBE）是两个专业的学生组织，代表在大学的少数民族学生工程师。
- 女工程师学会（SWE）是一个专业的学生组织，代表女大学的女工程师。
- 可持续发展世界工程师（ESW）是一个专业的学生组织，其目的是提高大学的可持续性。
- 商业工程协会（BEA）是Cockrell工程学院最新的专业学生组织。它旨在连接有兴趣在工商业和工程人员一起工作的行业工作的商业和工程学生。